# Leichtathletik-Weltmeisterschaften 2015/Medaillenspiegel
Medaillenspiegel der Leichtathletik-Weltmeisterschaften 2015 in Peking.
Die Platzierungen sind nach der Anzahl der gewonnenen Goldmedaillen sortiert, gefolgt von der Anzahl der Silber- und Bronzemedaillen (lexikographische Ordnung). Weisen zwei oder mehr Länder eine identische Medaillenbilanz auf, werden sie alphabetisch geordnet auf dem gleichen Rang geführt.
| Medaillenspiegel Endstand nach 47 Entscheidungen | Medaillenspiegel Endstand nach 47 Entscheidungen | Medaillenspiegel Endstand nach 47 Entscheidungen | Medaillenspiegel Endstand nach 47 Entscheidungen | Medaillenspiegel Endstand nach 47 Entscheidungen | Medaillenspiegel Endstand nach 47 Entscheidungen |
| Platz                                            | Land                                             | Gold                                             | Silber                                           | Bronze                                           | Gesamt                                           |
| ------------------------------------------------ | ------------------------------------------------ | ------------------------------------------------ | ------------------------------------------------ | ------------------------------------------------ | ------------------------------------------------ |
| 1                                                | Kenia                                            | 7                                                | 6                                                | 3                                                | 16                                               |
| 2                                                | Jamaika                                          | 7                                                | 2                                                | 3                                                | 12                                               |
| 3                                                | USA                                              | 6                                                | 6                                                | 6                                                | 18                                               |
| 4                                                | Großbritannien                                   | 4                                                | 1                                                | 2                                                | 7                                                |
| 5                                                | Äthiopien                                        | 3                                                | 3                                                | 2                                                | 8                                                |
| 6                                                | Polen                                            | 3                                                | 1                                                | 4                                                | 8                                                |
| 7                                                | Deutschland                                      | 2                                                | 3                                                | 3                                                | 8                                                |
| 7                                                | Kanada                                           | 2                                                | 3                                                | 3                                                | 8                                                |
| 9                                                | Russland                                         | 2                                                | 1                                                | 1                                                | 4                                                |
| 10                                               | Kuba                                             | 2                                                | 1                                                | –                                                | 3                                                |
| 11                                               | China                                            | 1                                                | 7                                                | 1                                                | 9                                                |
| 12                                               | Niederlande                                      | 1                                                | 1                                                | 1                                                | 3                                                |
| 13                                               | Südafrika                                        | 1                                                | –                                                | 2                                                | 3                                                |
| 14                                               | Belarus                                          | 1                                                | –                                                | 1                                                | 2                                                |
| 15                                               | Eritrea                                          | 1                                                | –                                                | –                                                | 1                                                |
| 15                                               | Kolumbien                                        | 1                                                | –                                                | –                                                | 1                                                |
| 15                                               | Slowakei                                         | 1                                                | –                                                | –                                                | 1                                                |
| 15                                               | Spanien                                          | 1                                                | –                                                | –                                                | 1                                                |
| 15                                               | Tschechien                                       | 1                                                | –                                                | –                                                | 1                                                |
| 20                                               | Australien                                       | –                                                | 2                                                | –                                                | 2                                                |
| 20                                               | Kroatien                                         | –                                                | 2                                                | –                                                | 2                                                |
| 22                                               | Bahamas                                          | –                                                | 1                                                | 1                                                | 2                                                |
| 22                                               | Trinidad und Tobago                              | –                                                | 1                                                | 1                                                | 2                                                |
| 22                                               | Ukraine                                          | –                                                | 1                                                | 1                                                | 2                                                |
| 25                                               | Ägypten                                          | –                                                | 1                                                | –                                                | 1                                                |
| 25                                               | Belgien                                          | –                                                | 1                                                | –                                                | 1                                                |
| 25                                               | Brasilien                                        | –                                                | 1                                                | –                                                | 1                                                |
| 25                                               | Israel                                           | –                                                | 1                                                | –                                                | 1                                                |
| 25                                               | Tadschikistan                                    | –                                                | 1                                                | –                                                | 1                                                |
| 25                                               | Tunesien                                         | –                                                | 1                                                | –                                                | 1                                                |
| 31                                               | Frankreich                                       | –                                                | –                                                | 2                                                | 2                                                |
| 32                                               | Bahrain                                          | –                                                | –                                                | 1                                                | 1                                                |
| 32                                               | Bosnien und Herzegowina                          | –                                                | –                                                | 1                                                | 1                                                |
| 32                                               | Finnland                                         | –                                                | –                                                | 1                                                | 1                                                |
| 32                                               | Grenada                                          | –                                                | –                                                | 1                                                | 1                                                |
| 32                                               | Griechenland                                     | –                                                | –                                                | 1                                                | 1                                                |
| 32                                               | Japan                                            | –                                                | –                                                | 1                                                | 1                                                |
| 32                                               | Kasachstan                                       | –                                                | –                                                | 1                                                | 1                                                |
| 32                                               | Lettland                                         | –                                                | –                                                | 1                                                | 1                                                |
| 32                                               | Marokko                                          | –                                                | –                                                | 1                                                | 1                                                |
| 32                                               | Portugal                                         | –                                                | –                                                | 1                                                | 1                                                |
| 32                                               | Serbien                                          | –                                                | –                                                | 1                                                | 1                                                |
| 32                                               | Uganda                                           | –                                                | –                                                | 1                                                | 1                                                |